# 肉陣葬龍沮

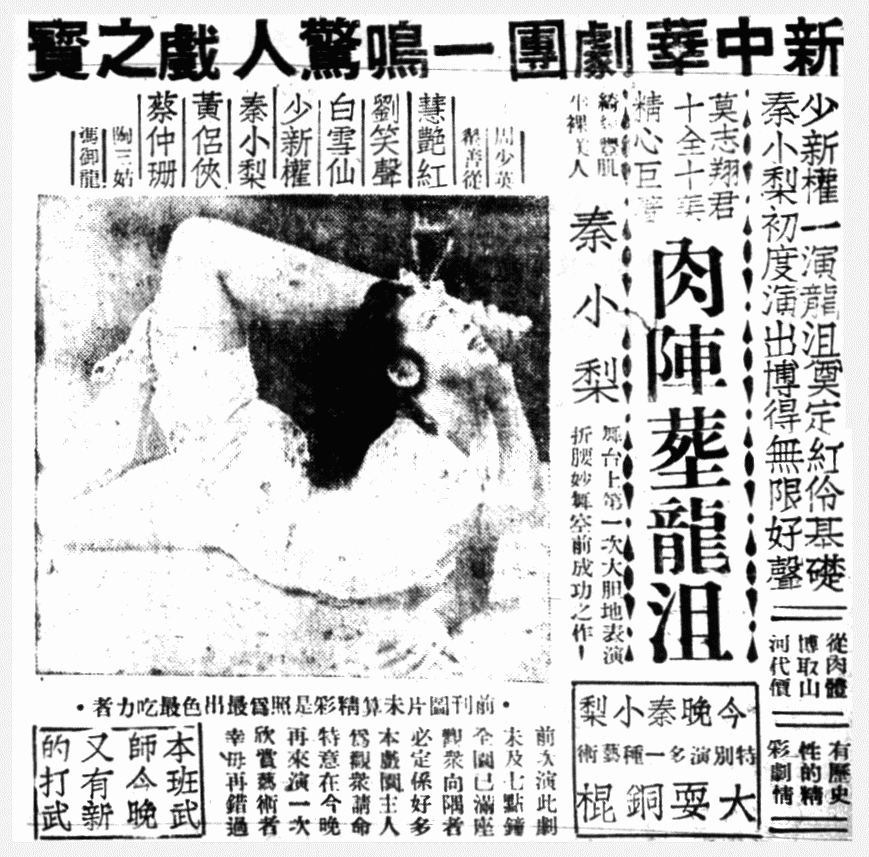
「肉陣葬龍沮」舞臺粵劇報章廣告(中華民國32年)

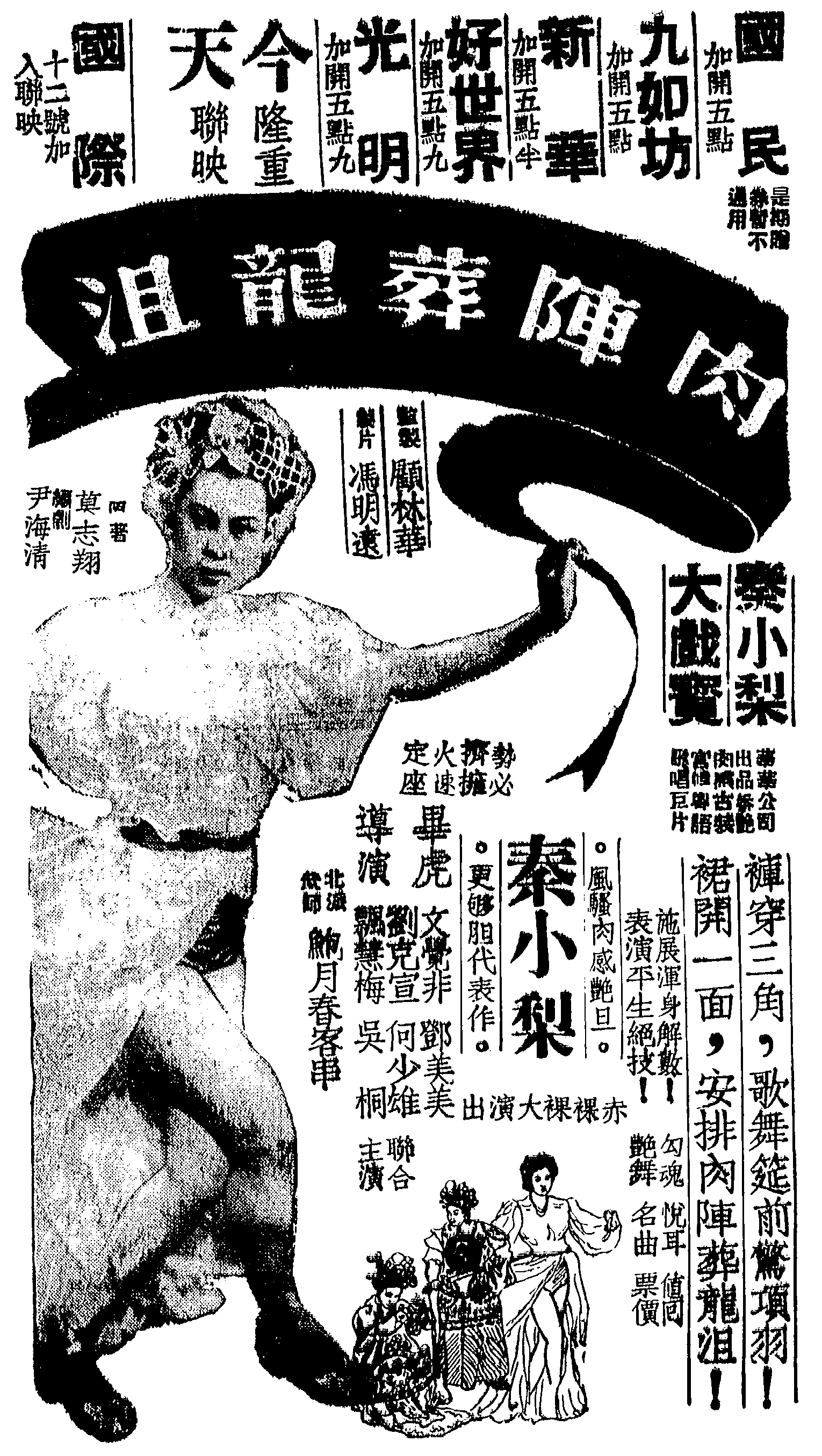
粵語片「肉陣葬龍沮」報章廣告(中華民國38年)

肉陣葬龍沮：中華民國32年(1943年)的香港 之新派粵劇。由著名粵劇作家莫志翔先生編寫，他以業餘少女慈善表演者秦惠卿小姐的專長，度身訂做了女主角梨花 的角色，劇裡女主角需要作出以彎腰啄杯及大耍銅棍等西洋雜技等多項高難度動作。該劇亦是秦惠卿小姐首踏粵劇舞臺的商業演出。由於大受歡迎，女主角秦惠卿小姐亦以該劇女主角的名稱「梨花」作範本，改藝名為「秦小梨」，當時二幫花旦是白雪仙小姐。

## 情節大綱
秦朝末年，楚漢相爭的年代，描寫女主角「梨花」為了幫助劉邦，打擊屬於項羽 陣營，驍勇敢善戰的龍沮將軍。不惜以龍沮將軍好色的弱點，在表演歌舞期間乘機把他刺殺。

## 電影
- 肉陣葬龍沮
  - 導演：畢虎
  - 演員：秦小梨(飾演：梨花)、羅劍郎、劉克宣(飾演：龍沮將軍) 、張德明、文覺非 (飾演：韓信)、飄慧梅(飾演：殷桃娘)、鄧美美(飾演：虞姬) 、何少雄(飾演：項羽) 、吳桐、大口何(飾演：漂母) 、楊業宏、張生(飾演：劉邦) 、鮑月春
  - 首映日期：1949年3月10日，香港
  - 粵語有聲黑白電影